# Gamelan Sekar Jaya
Gamelan Sekar Jaya (GSJ) és un grup de gamelan balinès de l'Àrea de la Badia de San Francisco, reconegut per la revista Tempo Magazine d'Indonèsia com "el millor grup de gamelan balinès no indonesi". El grup desenvolupa la música i el ball propis de Bali incloent molts gèneres diferents, principalmentː gong kebyar, angklung, gender wayang, i jegog. A més, han donat a conèixer altres estils, incloentː joged bumbung, kecak, gender batel, gambuh, genggong, i beleganjur. GSJ també ha realitzat peces contemporànies amb instruments de tradició occidental.

## Història
GSJ va ser fundat el 1979 per I Wayan Suweca, Rachel Ann Cooper i Michael Tenzer, constituint-se com la primera societat de gamelan balinès en els Estats Units. La majoria dels seus intèrprets són voluntaris americans, ensenyats i dirigits per artistes balinesos.
El grup ha actuat per tot arreu a Amèrica del Nord i ha anat de viatge Bali en 7 ocasions (1985, 1992, 1995, 2000, 2003, 2010, i 2014). El 2000, el grup va rebre el premi Dharma Kusuma que dona el Servei Cultural del govern balinès. El grup actua localment de manera regular.

## Col·laboracions
A més de les actuacions de música i ball, GSJ s'ha implicat en nombroses col·laboracions culturals. Per exemple, GSJ va encarregar la creació d'una nova partitura per a la pel·lícula muda de 1935, Legong: Dance of the Virgins, i l'ha interpretat junt amb Club Foot Orchestra. Un DVD de la pel·lícula amb aquesta nova partitura va ser llançat el 2004. Les grans col·laboracions de GSJ inclouen projectes amb Abhinaya, Crosspulse, Shadowlight, Destiny Arts, Chitresh Das, etc. GSJ i alguns dels seus membres han col·laborat amb el grup d'avanguarda The Residents a uns quants dels seus espectacles en directe com Wormwood (1998) i Icky Flix (2001).
Al 2011, GSJ i I Made Moja van col·laborar en una acció artística multimèdia que fusionava música, dansa i altres formes d'art tradicionals de Bali, especialment wayang kulit, una forma molt popular de teatre de titelles de l'illa de Java.